# شان وایلی
شان وایلی (انگلیسی: Shaun Wylie؛ ۱۷ ژانویهٔ ۱۹۱۳ – ۲ اکتبر ۲۰۰۹) ریاضی‌دان و کدشکن جنگ جهانی دوم اهل بریتانیا بود.